# Château du Vivier (Fontenay-Trésigny)
Pour les articles homonymes, voir Château du Vivier.
Le château du Vivier est situé à Fontenay-Trésigny dans le département de Seine-et-Marne en France.
Les ruines du château, ainsi que les sols correspondant à l'emprise initiale de l’ensemble, incluant les communs, font l’objet d’un classement au titre des monuments historiques depuis le 31 octobre 1996.

## Géographie
Le domaine est situé dans un site remarquable du ru de Bréon, affluent de l'Yerres, rivière elle-même affluent de la Seine.

## Toponymie
Le nom du site vient de l'étang poissonneux qui se trouve à côté.

## Histoire

### Origines des terres
La terre sur laquelle a été construit le château dépendait de la seigneurie de Tournan-en-Brie. Au XIIIe siècle, la terre appartenait à la famille de Garlande. La terre est vendue en mai 1293 par Jean II de Garlande, seigneur de Tournan, à Pierre de Chambly, exécuteur testamentaire de Philippe III, chambellan de Philippe IV le Bel. Le roi lui avait cédé en 1285 la seigneurie de Livry.

### Domaine royal: 1293 à 1791
Pierre de Chambly cède la seigneurie de Tournan à Charles de Valois en octobre 1293. Il est fait mention d'un « hôtel seigneurial » en 1260.
Par achat et par des dons faits par son frère, le roi Philippe IV, Charles de Valois a augmenté son domaine autour de la seigneurie de Tournan. Il a fait le logis. Évrard d'Orléans, peintre de la Cour, peint en 1308 les « salles et galeries » du Vivier. Philippe IV fit plusieurs séjours au château. Son fils, Philippe V fit des séjours au château en 1319 et 1320 et y signe des ordonnances sur l'organisation de la Cour des comptes et le parlement de Paris.
En 1316, le pape Jean XXII publie une bulle autorisant la fondation d'une chapelle dédiée à saint Thomas Beckett.
En 1336, le roi Philippe VI de Valois, fils aîné de Charles de Valois, y ajoute une chapelle dédiée à saint Louis.
Le château sert en 1352 de cadre fastueux pour le mariage de Jeanne de France, fille du roi Jean II le Bon, avec le roi de Navarre Charles le Mauvais. La chapelle est élevée au rang de collégiale à cette occasion.
En 1368, le roi Charles V dépose dans la collégiale un fragment de la Vraie Croix faisant de la chapelle une « sainte chapelle ». C'est probablement à cette époque qu'est construite la tour-porte du château qui semble antérieure aux tours du château de Vincennes.
Le château est visité par Charles VI dès le 26 octobre 1380, puis en 1381. Il va y être relégué pendant ses crises de folies à partir de sa première crise du 5 août 1392. Au cours de ses séjours, son médecin essaye de calmer celles-ci en jouant avec lui avec des jeux de cartes qui viennent d'être introduits en France. Après, le château va décliner mais on continue à servir des carpes du vivier au château du Louvre. Pendant la guerre de Cent Ans, le château est abandonné. On le restaure en 1391.
En 1471, Louis XI abandonne l'étang et le moulin aux chanoines de la sainte chapelle.
François Ier est le dernier roi à séjourner au château, en 1546. Cependant le logis royal étant dans un état de délabrement avancé par son manque d'entretien, cela l'oblige à se loger chez les chanoines.
La charge de Trésorier du chapitre se transmet dans la famille de Donon qui recueille les revenus des biens du chapitre.
En 1694, un procès-verbal de visite décrit la sainte chapelle « dans un état indécent, dans un château ruiné […] » Louis XIV décide alors de réunir la sainte chapelle du château du Vivier à la Sainte-Chapelle de Vincennes.
Le sanctuaire de la sainte chapelle du Vivier est définitivement supprimé par Louis XV en 1734.

### Depuis 1791

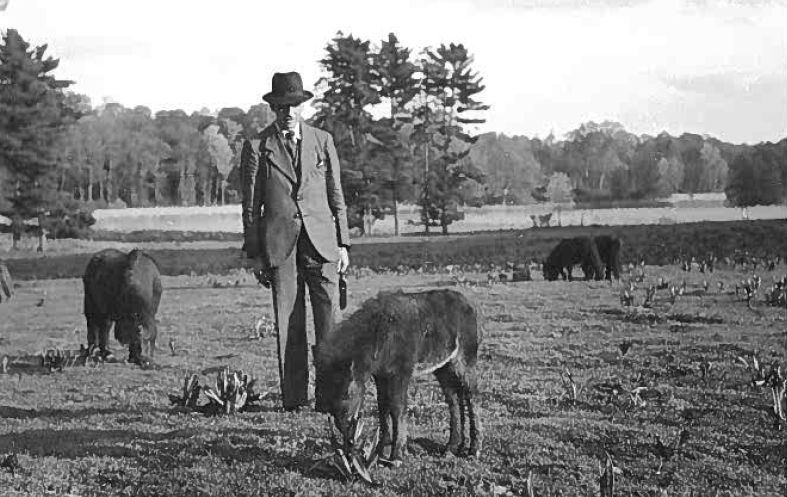
Le vicomte de Perthuis et son élevage de shetlands.

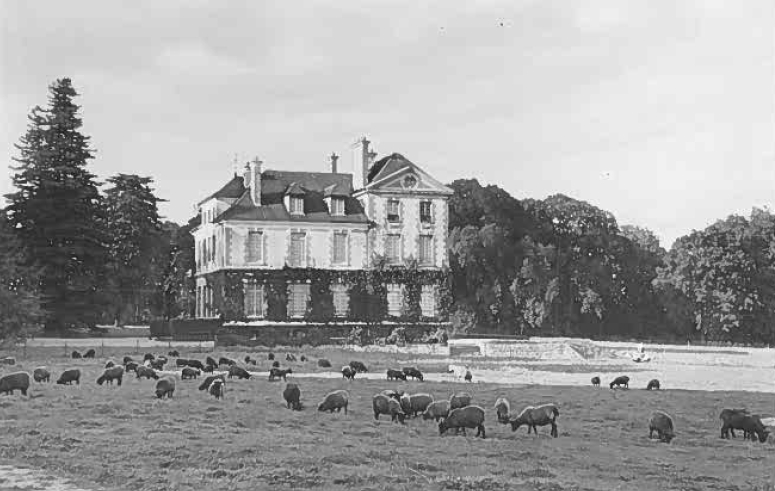
Le bâtiment de 1930, construit à proximité des ruines, et les moutons.

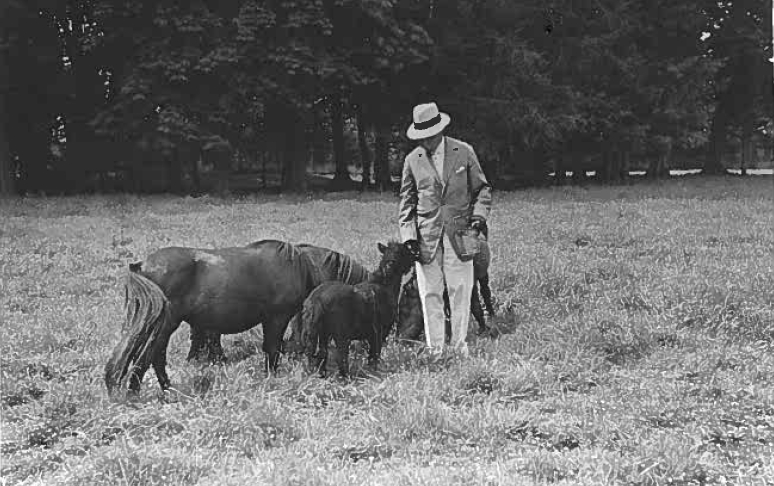
Le vicomte de Perthuis et son élevage de shetlands.

Lemaître de Courtigny achète en 1791 le domaine comme bien national pour 25 000 livres. Les bâtiments sont alors transformés en dépendances agricoles : le château devient une ferme et la chapelle est transformée en grange à fourrage. Les pierres des ruines sont vendues localement.
En 1830, l'avocat parisien Jean-Baptiste-Nicolas Parquin qui a acheté les étangs, achète les ruines et entreprend des travaux. Il construit l'actuel château et aménage un parc à l'anglaise. La cousine de Napoléon III, la princesse Napoléon Elisa Biaccochi vient séjourner dans le nouveau château.
En 1854, la propriété est vendue 60 000 francs à Raymond Sabatier, ministre plénipotentiaire. Ce dernier la revend au vicomte de Perthuis ; elle restera dans la famille jusqu'à la fin des années 1940. Au début des années 1930, le vicomte de Perthuis installe un important élevage de shetlands.
En 1958, la propriété est achetée par l'industriel parisien, M. Cousin, à l'origine de très importants travaux de restauration. En avril 1988, la SARL « C D V » (pour Château Du Vivier) est créée pour gérer les activités dès lors organisées (visites, spectacles…),. Elle est exploitée comme lieu de réceptions, de séminaires et de tournage de films,,  dont Le Capitaine Fracasse de Pierre Gaspard-Huit en 1961.

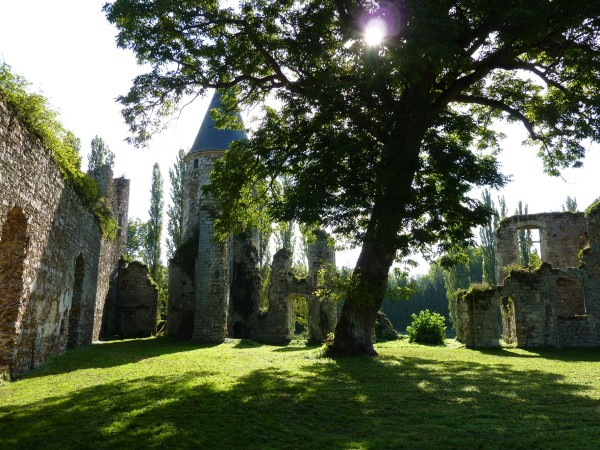
Les ruines du Vivier.
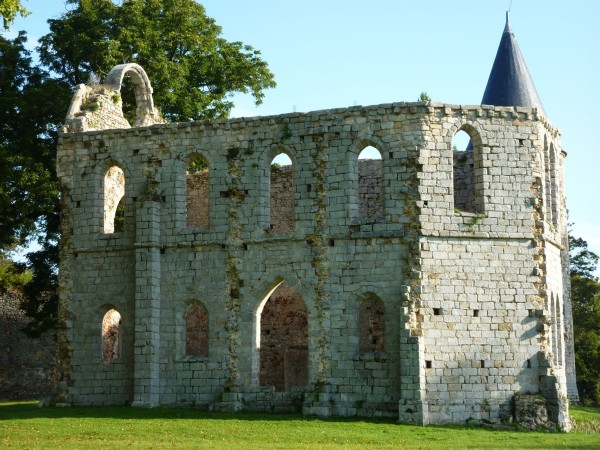
La sainte chapelle du Vivier.
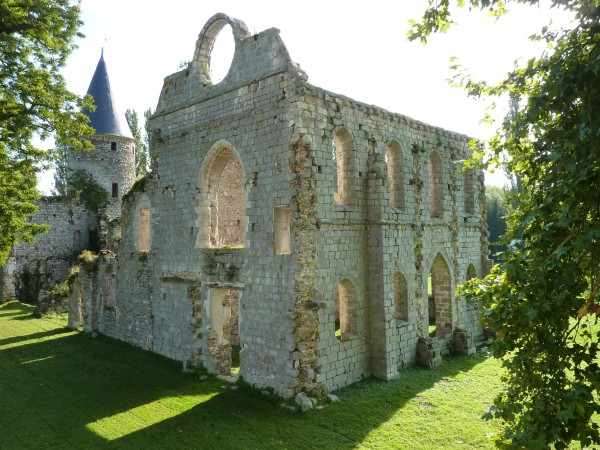
La sainte chapelle du Vivier.
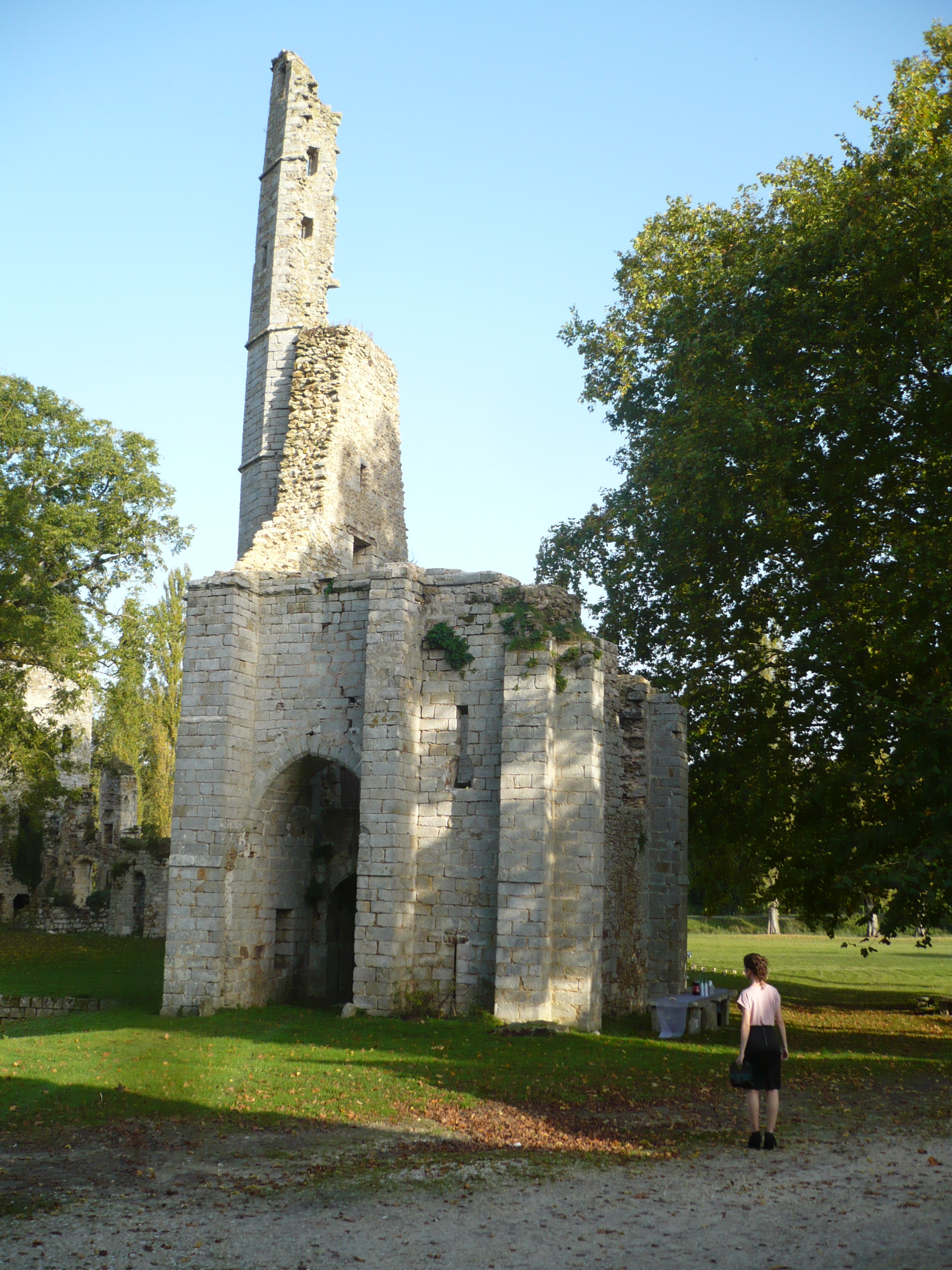
La tour du gouverneur
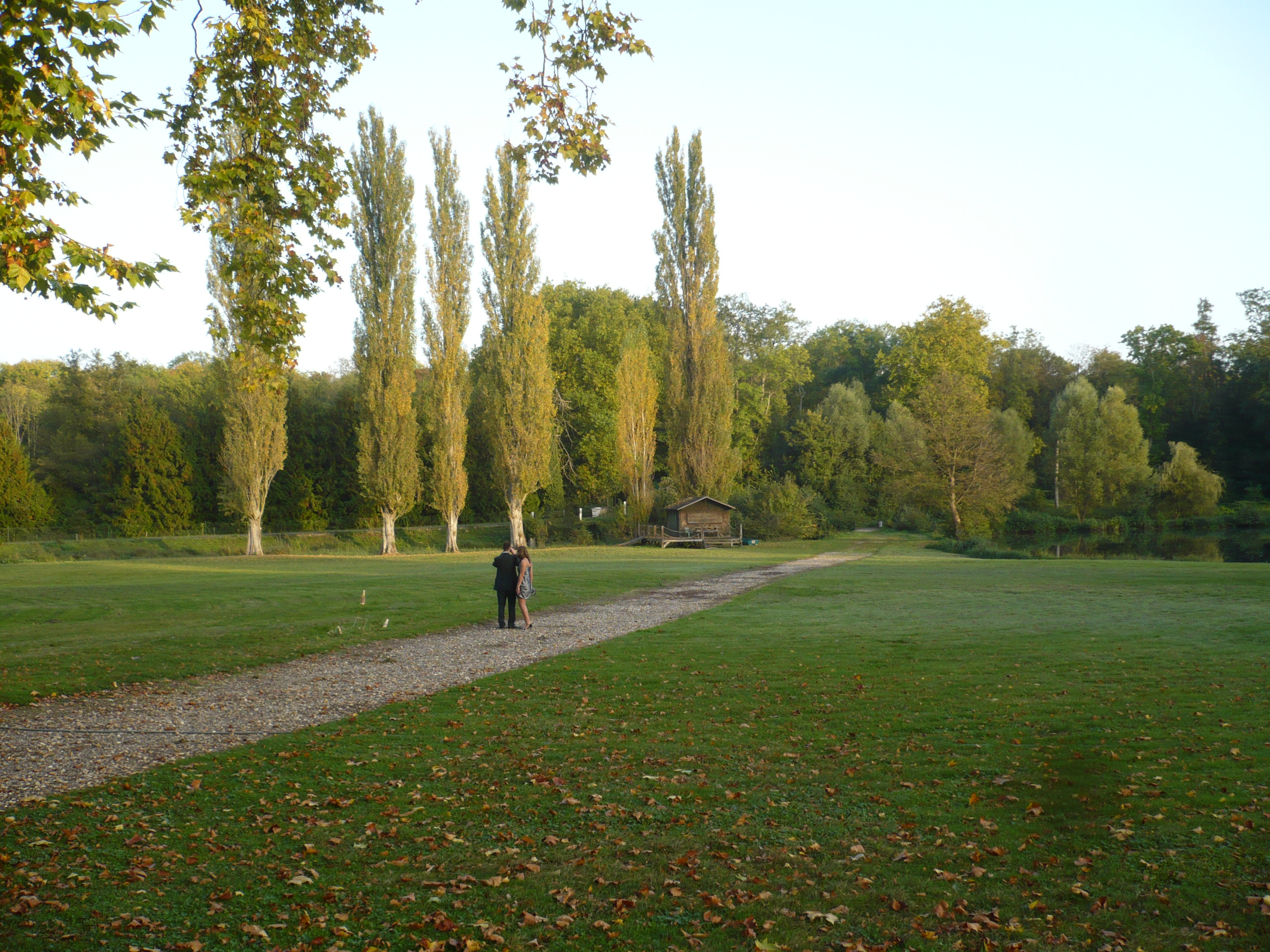
Le parc.
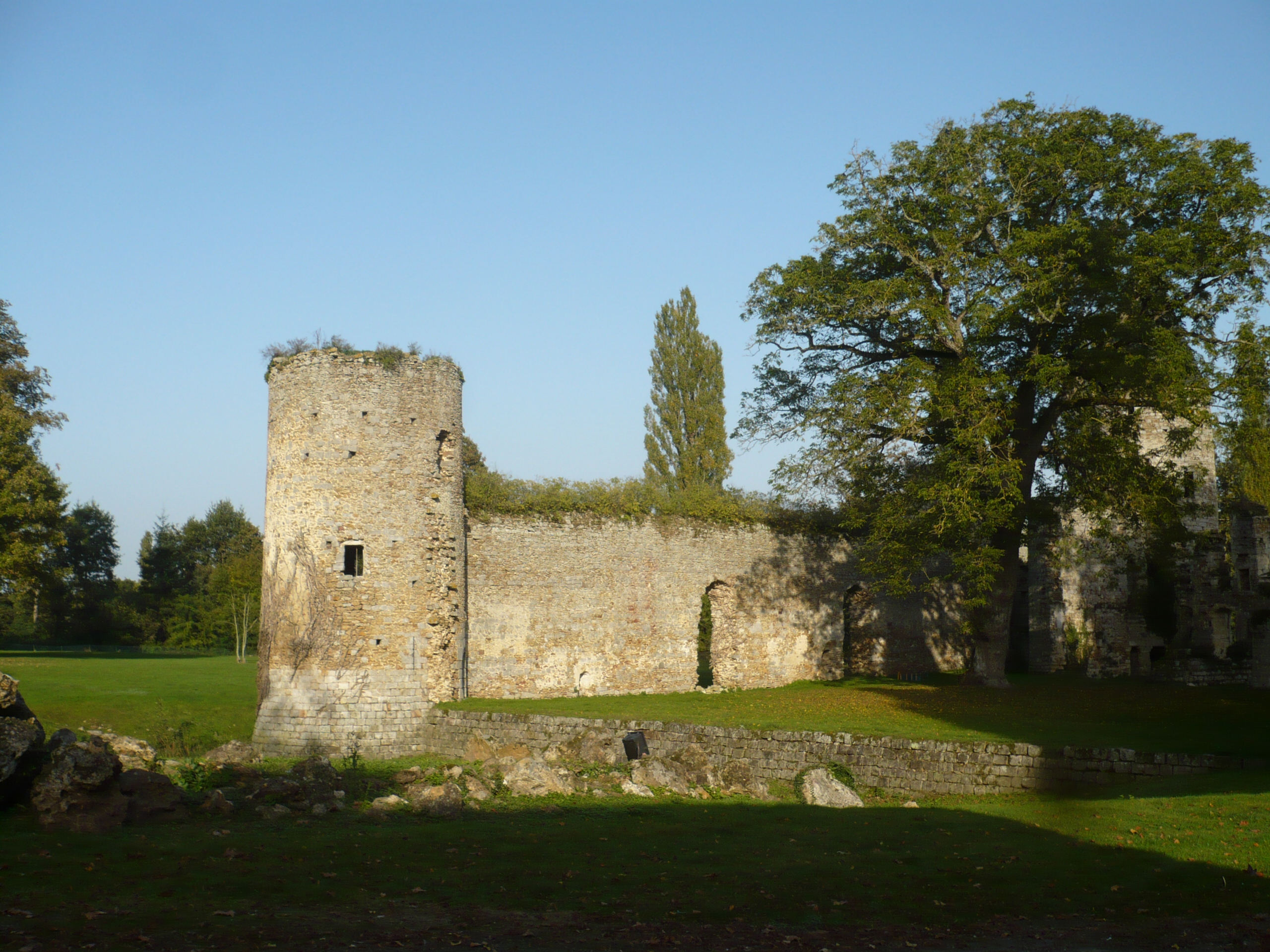
la tour Charles V et sa courtine
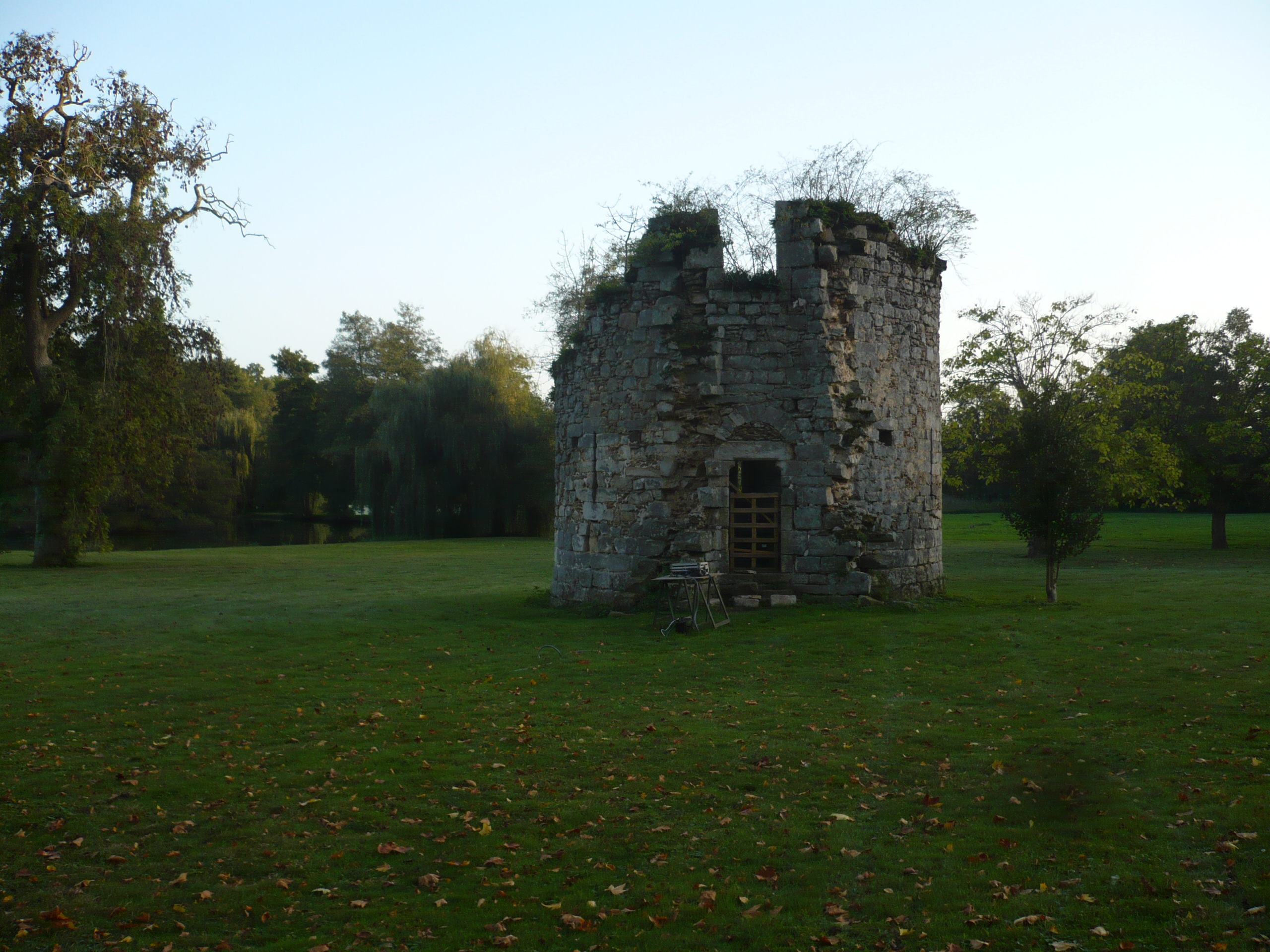
La tour du prisonnier

## Protection
Le château est classé au titre des monuments historiques en 1875, mais est déclassé par la suite : il ne figure pas dans l'inventaire publié au Journal officiel du 18 avril 1914.
Par la suite, les ruines du château, ainsi que les sols correspondant à l'emprise de cet ensemble castral, y compris celles des communs sont classés par arrêté du 31 octobre 1996.